# Zoptic
Der Zoptic-Mechanismus ist eine Form der Aufprojektion. Er wurde vom Trickfilm-Spezialisten Zoran Perisic erfunden und zuerst in den Filmen Superman mit Christopher Reeve und Oz – Eine fantastische Welt angewendet. Auf Projektor und Filmkamera sind während des Filmdrehs veränderliche Brennweiten mit synchronisierten Zooms und automatischen Irisblenden zur individuellen Einstellung der jeweils gebrauchten Lichtintensität angebracht. Es ist dadurch möglich, durch Veränderung der Zoomeinstellung am Projektor ein differentes Projektionsbild bei gleichbleibendem Vordergrund im vorgegebenen Bildausschnitt zu erhalten und es immer wieder neu zu variieren. Dadurch ist es möglich, vor der Frontpro-Fläche Objekte bzw. Personen statisch zu platzieren und um sie herum die Illusion eines Flug-/Fahreffektes zu schaffen. Wird das Zoptic-Gerät seitlich nachgeführt, bewirkt es den Eindruck, dass z. B. ein UFO in der Fahrt entgegenkommen oder verschwinden kann.